# Aaron Cox
Aaron Cox (Los Angeles, 1º marzo 1965) è un ex giocatore di football americano statunitense che ha giocato nel ruolo di wide receiver nella National Football League. Al college giocò a football all'Università dell'Arizona.

## Carriera professionistica
Jones fu scelto come 20ª assoluto nel Draft NFL 1988 dai Los Angeles Rams. Vi giocò per quattro stagioni, la migliore delle quali fu la prima in cui ricevette 590 yard e 5 touchdown. Dopo averne segnati altri tre nella stagione successiva, non lo fece più per il resto della carriera, conclusa nel 1993 con gli Indianapolis Colts.

## Statistiche
| Ricezioni     | 102   |
| Yard ricevute | 1.732 |
| Touchdown     | 8     |